# Robert IV de Sablé
Pour les articles homonymes, voir Robert IV et Robert de Sablé.
Robert IV de Sablé, seigneur de Sablé, un des principaux barons du Maine, alors sous domination anglaise, est le onzième maître de l'Ordre du Temple qu'il a dirigé de 1191 à sa mort en 1193. Il a combattu aux côtés de Richard Cœur-de-Lion pendant la troisième croisade. Il a aussi laissé une œuvre poétique.

## Biographie

### Origine
Robert IV de Sablé est le fils de Robert III de Sablé, et de Dame Hersende d'Anthenaise, de Chaouches et de Malicorne, fille de Savary Ier d'Anthenaise[réf. nécessaire].

### Cour du roi d'Angleterre
Seigneur de Sablé et fils d'une lignée de chevaliers angevins alliés aux souverains d'Angleterre, il passa dix-neuf ans à la cour d'Henri II d'Angleterre et de Richard Cœur-de-Lion où il devint très ami avec Richard. Chevalier attiré par la bataille, il partit aussi se battre en Espagne, au Portugal et en Sicile contre les Maures.

### Croisade
Alphonse-Victor Angot raconte comment, le 6 juin 1189, alors que Robert était sur le point de partir pour la croisade, l'abbé d'Évron, Geoffroi, vint lui demander la reconnaissance de deux deniers de rente et d'une procuration sur la terre de Cadoin. Il fut reçu par son fils, Robert se trouvant empêché de le faire lui-même à cause des préparatifs de son voyage. Mais il le conduisit ensuite dans son donjon et lui montra de là la terre chargée de la redevance ; enfin à genoux et sans consentir à se relever, il lui servit le vin de l'hospitalité. Il eut l'assurance de la fraternité des religieux en présence d'Emma, sa mère, et de Geoffroi, son fils, qu'il pria de ne jamais manquer à ses devoirs envers les moines. Il partit alors.
Richard Cœur de Lion le nomma, avec Gérard, archevêque d'Auch, Bernard, évêque de Bayonne, Richard de Chamvil, Guillaume d'Oléron, membre de son conseil pour le gouvernement de la flotte anglaise, normande, bretonne et d'Aquitaine, et pour l'exercice de la justice. Le seigneur de Sablé eut spécialement la charge de la flotte. Il assista au cours du voyage à la constitution du douaire ainsi qu'au mariage de la reine d'Angleterre Bérangère de Navarre avec son ami Richard sur l'île de Chypre.

### Ordre du Temple
Arrivé à Chypre, il fut reçu dans l’ordre du Temple où il établit plus tard la première base solide des Templiers en Orient en achetant l'île à son ami le roi Richard pour seulement 25 000 marcs d'argent. Robert de Sablé rétrocède l'île l'année suivante à Guy de Lusignan, roi de Jérusalem sans royaume.
Robert de Sablé établira la maison cheftaine de l'ordre du Temple à Saint-Jean-d'Acre, où elle restera encore près d'un siècle.
Quelques mois plus tard, meurt le maître de l'Ordre Gérard de Ridefort, mais le poste de maître reste vacant plusieurs mois, les Templiers en profitant pour réformer certains points de la Règle qui concernent en particulier les mesures disciplinaires à prendre en cas de manquement à ses responsabilités du dirigeant suprême de l'Ordre. Ce n'est donc probablement qu'en octobre 1191 que Robert de Sablé — un homme neuf — qui s'était fait remarquer par ses divers exploits en Espagne, en Sicile ainsi qu'au Portugal contre le roi du Maroc est élu maître de l'ordre du Temple, quelques mois seulement après son admission en juin 1189.
Proche conseiller du roi d'Angleterre, il accompagne Richard Cœur de Lion dès son départ en croisade et participe ainsi à la prise de Saint-Jean-d'Acre le 13 juillet 1191 puis à la conquête du littoral palestinien puis enfin à la bataille d'Arsouf où Saladin subit une lourde défaite. Robert de Sablé est de tous les combats contre Saladin et meurt le 23 septembre 1193 au moment où est signée la trêve de trois ans entre Richard et le sultan d'Égypte qui autorise l'entrée des pèlerins à Jérusalem.
Le Templier fait parvenir de Terre sainte une épine de la Sainte Couronne, cette relique est toujours vénérée aujourd'hui le lundi de Pâques à l'Abbaye de Solesmes. Une dalle funéraire attribuée à Robert de Sablé est visible dans l'église abbatiale de Solesmes située près de la ville de Sablé-sur-Sarthe dans le sud de la Sarthe.

### Fondations
Quand il se décida à suivre son ami le roi Richard à la Troisième croisade, il s'y prépara par de pieuses fondations. Celle de l'abbaye du Perray-aux-Nonnains, à Écouflant, sous le vocable de Notre-Dame pour les Bénédictins, est datée à tort de l'an 1120 ; elle est plus certainement de l'année 1189, par les titres de seigneur de Briollay que prend le fondateur, et par toutes les circonstances du texte. Le fondateur et patron lui attribue des terres et des privilèges dans les paroisses d'Écouflant, de Briollay et de Saint-Silvain. La seconde fondation, celle du Bois-Renou, dite plus tard d'abbaye du Perray-Neuf, fut faite aussi en 1189, par Robert IV, en présence de sa mère et sa femme, avec le concours pour un tiers de Pierre de Brion. Il en sera question de nouveau, quand Guillaume des Roches et Marguerite de Sablé, sa femme, la transféreront à Précigné.

### Famille
Robert IV était le fils de Robert III de Sablé et d'Emma ou Hersende.
En 1174, Robert IV de Sablé épousa Clémence de Mayenne, fille de Geoffroy III de Mayenne et d'Isabelle de Meulan, née vers 1160. Juhel III de Mayenne, son frère, lui donna pour dot la seigneurie d'Agon dans le Cotentin, près de Coutances. Elle paraît plusieurs fois dans les actes de son mari, mais n'est pas connue plus tard que 1189. Elle ne figure pas à côté de sa belle-mère Emma ou Hersende dans sa dernière charte, quand il partit pour la croisade en 1190. Il était certainement veuf lorsqu'il entra dans l'ordre du Temple.
Robert eut de ce mariage :
1. Geoffroi, dit Geoffroy de Cornillé, du nom d'une seigneurie angevine, en la Boissière-Saint-Florent, dont Robert le Bourguignon avait donné le domaine au Ronceray, et que Geoffroi, dernier du nom, attribua pour la part qui lui restait à l'abbaye du Perray-Neuf en [1190. Il fit encore un don à l'abbaye du Perray, en Écouflant, au mois d'août 1200 ;
2. Marguerite, dite Marguerite de Sablé, (1175-1238), femme de Guillaume des Roches ;
3. Philippe, femme de Geoffroi Marteau. « Messire Robert de Sablueuil eut deux filles, lit-on dans une enquête du XIVe siècle sur l'usage des comtés d'Anjou, de Touraine et du Maine ; desquelles messire Guillaume des Roches ot l'ainznée, et par ce ot ledit Guillaume toutes les baronnies qui appartenoient audit Guillaume et toutes les autres seigneuries li remestrent ensement les baronnies quittes et délivrées à tenir et à expleiter, par raison d'ainznesse, sans que messire Jeuffroi Marciau qui ot l'autre à femme en eust ne tenist riens outre LX livres de rente, que li diz Robert li avoit donné en mariage ». Malgré le dernier membre de phrase qui semblerait indiquer que Philippe avait été mariée du vivant de son père, ce qui fixerait le mariage de Marguerite, sa sœur, à une époque antérieure, l'abbé Angot affirme qu'il n'en est rien.

Alphonse-Victor Angot ajoute que, quoi qu'en dise Bertrand de Broussillon, Gilles Ménage avait fini par identifier exactement Geoffroi Marteau dans ses dernières Additions, devinant dans « Jeuffroi Marciau, » le nom Geoffroi Martel ou Marteau qui lui est donné expressément dans les chartes de l'Hôtel-Dieu d'Angers. Le 8 janvier 1195, en effet, Geoffroi Marteau, sur le conseil de Philippe (de Sablé ; le prénom Philippe fut longtemps épicène, équivalent de Philippa au féminin), sa femme, concède à l'aumônerie tout ce que lui avait donné Foulque de Mathas, son père, sur Femart et le Piré. Ainsi, Geoffroi Martel de Mathas, époux de Philippe de Sablé, est le fils de Foulques Ier du nom, baron de Mathas et petit-fils de Wlgrin Taillefer, IIe du nom, comte d’Angoulême. Geoffroy de Mathas, dit Martel, chevalier, est mort avant le 7 juin 1225 ; fut père de :
1. Foulques II de Mathas (Mastas), qui à son tour confirma ses donations ;
2. Robert de Mathas (Matha, Mastas) et Mornac en Saintonge, qui portait un écu à la bande losangée, qui est de Matha, et au revers un contrescel, avec l'aigle de Sablé et le mot SECRETUM en exergue. Ce dernier était le père de Foulque de Mastas qui devait 200 livres en 1252 pour la rançon de son père et devait hommage à Henri III d'Angleterre, roi d'Angleterre, pour une terre de l'île d'Oléron assignée à son frère Geoffroi.

Robert IV avait vers 1170 un sceau armorié sans doute de l'écu chargé d'un aigle qu'on voit encore sur la statue tombale de son père.

## Postérité
Robert de Sablé a laissé un poème, une sorte de débat sur l'amour, dont il existe deux versions. Deux strophes en sont citées (v. 3883-3898) par Jean Renart, dans Le Roman de la Rose, un ouvrage du début du XIIIe siècle, mais il y est nommé mon seigneur Renaut de Sablœil (v. 3879).

## Culture populaire
- Dans le célèbre jeu vidéo Assassin's Creed, Robert de Sablé est l'un des principaux antagonistes. Le jeu se déroule en 1191 et Robert se fait tuer par le personnage principal juste avant la bataille d'Arsouf, soit deux ans avant sa mort réelle.

## Sources
- Abbé Angot, « Sablé », dans Bulletin de la Commission historique et archéologique de la Mayenne, 1919, no 35, p. 166-189, 266-278, 369-380.